# Pobrzeże Południowobałtyckie
Pobrzeże Południowobałtyckie – szeroki na kilka do kilkunastu kilometrów pas wzdłuż południowych wybrzeży Bałtyku. Rozciąga się od Zatoki Kilońskiej aż po Zalew Wiślany. W rejonie pobrzeża południowobałtyckiego przeważa krajobraz młodoglacjalny. Nadmorskie krajobrazy tego pasa dzielą się na: wydmowy, deltowy, jeziorno-bagienny i wysoczyznowy (nadmorskie urwiska). Poza krajobrazami nadmorskimi region obejmuje również, pocięte siecią pradolin, równiny morenowe, położone poniżej 100 m n.p.m., z nielicznymi wzgórzami.
Na zachodnich brzegach pobrzeża znajduje się wyspy Wolin i Uznam. Pobrzeże pocięte jest rzekami Trave, Warnow, Recknitz, Odra, Rega, Parsęta, Wieprza, Słupia, Łeba i Wisła.